# Santa Lucía (Francisco Morazán)
Santa Lucía é uma cidade hondurenha do departamento de Francisco Morazán.